# Magnesiumperoxide
Magnesiumperoxide is het peroxide van magnesium, met als brutoformule MgO2. De stof komt voor als een wit kristallijn poeder, dat onoplosbaar is in water. Het is een sterke oxidator.

## Synthese
Magnesiumperoxide wordt bereid uit reactie van een goed in water oplosbaar magnesiumzout (zoals magnesiumchloride) met waterstofperoxide en een basische oplossing (zoals natriumhydroxide of ammoniak). Het kan ook bereid worden uit reactie van magnesiumhydroxide en waterstofperoxide:
{\displaystyle {\ce {Mg(OH)2 + H2O2 -> MgO2 + 2 H2O}}}

## Kristalstructuur en eigenschappen
Magnesiumperoxide kristalliseert uit in een kubisch kristalstelsel en is structureel vergelijkbaar met ijzerdisulfide. Het behoort tot ruimtegroep Pa-3.
In contact met water ontleedt het in magnesiumhydroxide en waterstofperoxide:
{\displaystyle {\ce {MgO2 + 2 H2O -> Mg(OH)2 + H2O2}}}

## Toepassingen
Magnesiumperoxide kent verscheidene toepassingen in de cosmetica, landbouw en geneesmiddelenindustrie. Het wordt ingezet om contaminaties in grondwater te verminderen en heeft een mild-laxerend effect.